# Taniko Nakamura
Taniko Nakamura-Mitsukuri (中村-三栗 多仁子 ({{{2}}}?); 23 marzo 1943) è un'ex ginnasta giapponese.

## Palmarès

### Olimpiadi
- 1 medaglia:
  - 1 bronzo (Tokyo 1964 a squadre)

### Mondiali
- 3 medaglie:
  - 3 bronzi (Praga 1962 a squadre, Dortmund 1966 a squadre, Dortmund 1966 alle parallele asimmetriche)